# Karel Petr
Karel Petr, né le 14 juin 1868 à Zbyslav, un quartier de Vrdy, près de Čáslav, alors en Autriche-Hongrie, et mort le 14 février 1950 à Prague, alors en Tchécoslovaquie, est un mathématicien tchécoslovaque, considéré comme l'un des plus importants de la première moitié du XXe siècle. Il est en particulier l'auteur de travaux sur les relations de classes de formes quadratiques et le premier auteur du théorème PDN (ou Petr–Douglas–Neumann).

## Biographie
Après des études secondaires à Čáslav et Chrudim, Petr entre à l’université de Prague, où il se spécialise en mathématiques et en physique. Assistant de l'astronome August Seydler, il développe particulièrement des compétences en calcul numérique. À la suite d'une pleurésie sévère et de la mort de Seydler, il renonce pour un temps à une carrière scientifique et quitte Prague pour préparer les examens d'état ; il obtient en 1893 une qualification d’enseignant et exerce une dizaine d’années dans plusieurs établissements, à Chrudim, Brno, Přerov et Olomouc. À Chrudim, il rencontre Bedřiška Pošustová, la fille du directeur du lycée, qu'il épouse en 1896 à Přerov.
Ce mariage relance son énergie pour la recherche. En 1897, il soutient une thèse O Semiinvariantách, sous la direction de František Josef Studnička et de František Koláček.
En 1902, il obtient l’habilitation pour l’université technique de Brno, qu’il transfère à l’université de Prague : il devient en 1903 professeur extraordinaire, puis en 1908 professeur ordinaire à l’Université Charles de Prague et y travaille jusqu’à son éméritat en 1938. Il y est recteur en 1926-1927.
Parmi ses étudiants, figurent Eduard Čech, Bohumil Bydžovský (en), Václav Hlavatý, Vladimir Kořínek, Miloš Kössler et Štefan Schwarz. Il faut aussi partie du comité de rédaction de la principale revue de mathématiques et de physique en tchèque, Časopis pro pěstování matematiky a fysiky.

## Travaux
Karel Petr a publié plus de cent articles et ouvrages. Ses centres d'intérêt principaux, tout au long de sa carrière, sont la théorie des nombres et l'algèbre, en particulier la théorie des invariants. Mais il est aussi connu pour des résultats de géométrie.

### Théorie des nombres
Petr a apporté d'importantes contributions à la question des relations entre nombres de classes de formes quadratiques. Les classes de formes binaires quadratiques à coefficients entiers, {\displaystyle ax^{2}+2bxy+cy^{2}}, à transformations linéaires inversibles à coefficients entiers près, sont, pour un déterminant {\displaystyle <b^{2}-ac} donné, en nombre fini ; leur calcul a été entamé dans les Disquisitiones arithmeticae de Carl Friedrich Gauss en 1801. En 1860, Leopold Kronecker a publié, sans démonstration, des relations entre ces nombres de classes pour certaines familles de déterminant,. Kronecker s'appuyait sur la multiplication complexe des fonctions elliptiques ; Charles Hermite introduisit pour prouver ces relations et d'autres analogues une méthode fondée sur le développement en série des fonctions Θ. C'est de cette dernière méthode que Petr s'inspire.
Il montre d'abord en 1900 des formules comme :
{\displaystyle \Theta _{3}(0)\Theta _{1}(0)^{2}{\frac {\Theta ^{2}(v)\Theta _{1}(v)}{\Theta _{2}^{2}(v)}}=C\Theta _{1}(v)-8\sum _{1}^{\infty }\cos {(2n+1)\pi v}\cdot q^{(n+{\frac {1}{2}})^{2}}\sum _{1}^{n}kq^{-k^{2}},} où {\displaystyle C=8\sum F(n)q^{n}.}
Dans cette formule, F(n) est le nombre de classes de formes impaires (c'est-à-dire telles que a ou c soit impair) de discriminant -n. Les fonctions Θ (issus du Cours d'analyse de Camille Jordan) sont respectivement :
{\displaystyle \Theta _{1}(v)=2\sum _{0}^{\infty }q^{(n+{\frac {1}{2}})^{2}}\cos {(2n+1)\pi v},} {\displaystyle \Theta _{2}(v)=1+2\sum _{0}^{\infty }(-1)^{n}q^{n^{2}}\cos {2n\pi v}}, {\displaystyle \Theta _{3}(v)=1+2\sum _{0}^{\infty }q^{n^{2}}\cos {2n\pi v}.}
À l'aide d'autres identités et en identifiant les coefficients de {\displaystyle \cos {\pi v}} de chaque côté des formules, il parvient à montrer des relations de récurrence comme
{\displaystyle F(n)+2F(n-1^{2})+2F(n-2^{2})+\cdots =\sum d_{2}-\sum d_{1},}
où les {\displaystyle d_{2}} sont les diviseurs d de n tels que n/d soit impair et les {\displaystyle d_{2}} sont les diviseurs d de n inférieurs ou égaux à {\displaystyle {\sqrt {n}}} tels que d et n/d ont même parité.
De ces formules et d'autres analogues, il peut prouver les relations de Kronecker et retrouver des résultats classiques sur le nombre de décompositions d'un entier en somme de trois carrés, c'est-à-dire le nombre de solutions en nombres entiers x, y, z de {\displaystyle n=x^{2}+y^{2}+z^{2}}.
Un an plus tard, avec les mêmes techniques, mais en faisant intervenir des transformations d'ordre supérieur des fonctions Θ, Petr obtient de nouveaux types de relations comme {\displaystyle \sum _{\infty }^{\infty }(-1)^{k}F(n-2k^{2})=\sum (-1)^{x+y-1}x,} où x et y est une solution entière de {\displaystyle x^{2}-2y^{2}=n}, y est positif ou nul et x est supérieur ou égal à 2y (lorsque {\displaystyle y=0} ou {\displaystyle x=2y}, le terme correspondant de la somme doit être multiplié par ½).
Ce résultat semble le premier cas d'utilisation de la théorie des fonctions elliptiques et des fonctions theta dans les relations de nombres de classes où intervient une forme quadratique indéfinie (ici {\displaystyle x^{2}-2y^{2}=n}).
Petr obtient aussi, par exemple, pour les transformations d'ordre 5, la relation {\displaystyle F(8n)-2F(8n-5\cdot 1^{2})+2F(n-5\cdot 2^{2})-\cdots =-4\sum x}, avec {\displaystyle x^{2}-5y^{2}=2n}, y positif ou nul et x supérieur à 5y. Il généralise cette relation quelques années plus tard et obtient de nouvelles expressions pour le nombre de solutions de {\displaystyle x^{2}+y^{2}+z^{2}+5t^{2}=n} en nombres entiers. Il traite d'autres cas dans les années suivantes. Ses recherches seront reprises et développées par Georges Humbert et Jacques Chapelon.
Les contributions de Petr à la théorie des nombres incluent aussi les sommes de dix et douze carrés, le théorème de Wilson (dont il donne une preuve géométrique), les équations diophantiennes, en particulier celle dite de Pell-Fermat, et le symbole de Legendre-Jacobi.

### Algèbre
Les travaux de Petr en algèbre concernent la théorie des invariants et le théorème de Sturm.
En 1921, dans la suite des travaux de Charles Sturm, James Joseph Sylvester et Adolf Hurwitz, Petr construit, pour toute équation de degré pair n=2m, une suite de 2m+2 polynômes tels que s'ils sont évalués en un nombre réel ξ, le nombre de changements de signes fournit le nombre des racines de l'équation de départ dont la partie réelle est supérieure à ξ. Il en déduit une nouvelle preuve algébrique du théorème fondamental de l'algèbre (ici pour les équations de degré pair). Des variantes de ces méthodes permettent de trouver le nombre de racines de partie réelle positive ou de racines dont la valeur absolue est inférieure à un nombre positif donné.

### Théorème de Petr en géométrie

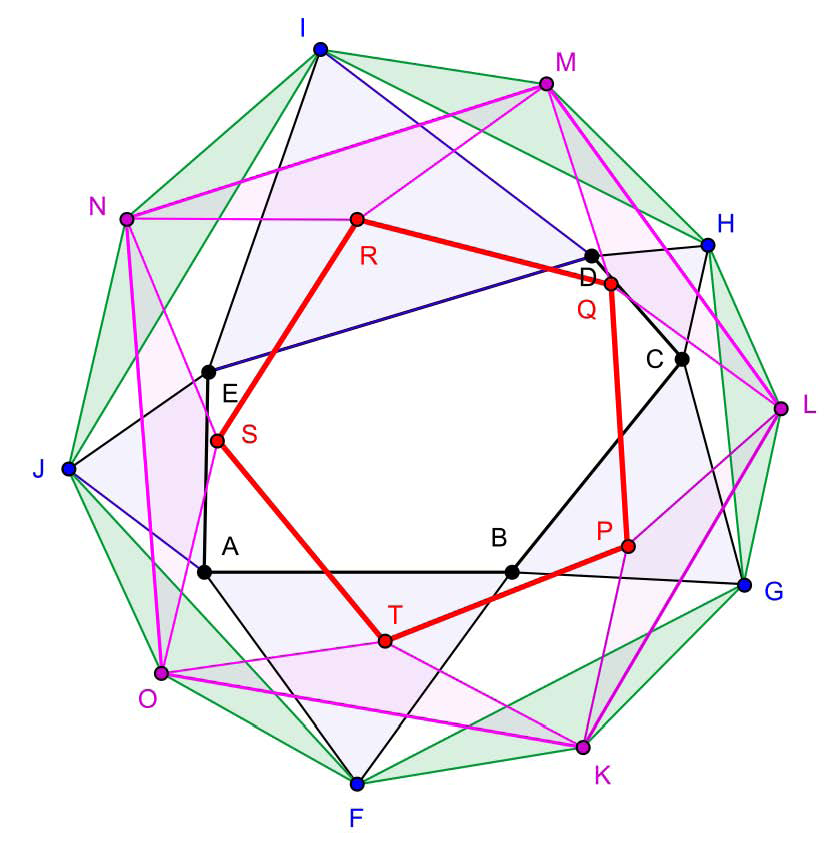
Théorème de Petr-Douglas-Neumann dans le cas d'un pentagone. Le pentagone de départ est ABCDE (en noir). Le pentagone FGHIJ, à la première étape, est construit ici avec un angle de 72°, le suivant, KLMNO, avec un angle de 144°. Le polygone en rouge, PQRST, construit avec un angle de 216° est régulier.

En 1908, Petr prouve le théorème de géométrie suivant : soit un polygone à n côtés {\displaystyle A_{1}A_{2}\ldots A_{n}} et {\displaystyle a_{i}={\frac {2i\pi }{n}}}, avec i= 1, 2, …, n-1. Si l'on construit sur chaque côté {\displaystyle A_{k}A_{k+1}} du polygone un triangle isocèle {\displaystyle A_{k}A'_{k}A_{k+1}}dont les angles égaux sont de mesure {\displaystyle a_{i}}, pour un i fixé, alors l'ensemble des n nouveaux sommets {\displaystyle A'_{k}} de ces triangles définit un nouveau polygone à n côtés. On peut réitérer le processus, en choisissant à chaque fois un angle différent (c'est-à-dire un i différent), dans un ordre arbitraire. À la fin, on obtient un point unique ; à l'étape précédente un polygone à n côtés régulier, de même centre de gravité que le polygone de départ.
Ce théorème généralise celui dit de Napoléon sur les triangles. Il a été redémontré indépendamment par Jesse Douglas en 1940, puis par Bernhard H. Neumann en 1941. Il est maintenant connu sous le nom de théorème de Petr—Douglas—Neumann, ou théorème PDN.

## Honneurs
- Petr a été membre de la Société royale des sciences de Bohême (et secrétaire pour la section de sciences naturelles entre le 11 mai 1921 et le 6 novembre 1929[15]) et de l’Académie tchèque des sciences et des arts. Il a aussi été membre d’honneur de l’union des mathématiciens et physiciens tchèques.

- En 1938, l’université Charles de Prague et l’université Masaryk lui décernent des doctorats honoris causa[16].

## Sélection d’articles et d’ouvrages
- (cs) « O užití nauky o funkcích elliptických na theorii forem kvadratických záporného diskriminantu », Rozpravy České akademie císaře Františka Josefa pro vědy, slovesnost a umění. Třída II: Mathematicko-přírodnická, vol. 9, no 38,‎ 1900. Résumé : (de) « Anwendung der Theorie der elliptischen Functionen auf die Theorie der quadratischen Formen mit negativer Discriminante », Bulletin international de l'académie des sciences de Bohème, vol. 7,‎ 1903, p. 180-187.
- (cs) « O poetu tříd forem kvadratických záporného diskriminantu », Rozpravy České akademie císaře Františka Josefa pro vědy, slovesnost a umění. Třída II: Mathematicko-přírodnická, vol. 10, no 40,‎ 1901.
- (de) « Über die Anzahl der Darstellungen einer Zahl als Summe von zehn und zwölf Quadraten », Archiv der Mathematik und Physik, 3e série, vol. 11,‎ 1906, p. 83-85.
- (de) « Ein Satz über Vielecke », Archiv der Mathematik und Physik, 3e série, vol. 13,‎ 1908, p. 29—31 (lire en ligne).
- (cs) « O separaci kořenů rovnice algebraické dle reálných částí kořenů a o důkaze fundamentální věty algebry I », Časopis pro pěstování mathematiky a fysiky, vol. 50, no 1,‎ 1921, p. 23-33 (lire en ligne) ; (cs) « O separaci kořenů rovnice algebraické dle reálných částí kořenů a o důkaze fundamentální věty algebry II », Časopis pro pěstování mathematiky a fysiky, vol. 50, no 1,‎ 1921, p. 93-102 (lire en ligne).
- (cs) Počet integrální, Prag, Nakl. Jednoty čes. matemat. a fysiků, 1915.
- (cs) Počet differenciální: Část analytická, Prag, Nakl. Jednoty čes. matemat. a fysiků, 1923.